# Kata Bethlen
Kata Bethlen, född 25 november 1700 i Bonyha, död 29 juli 1759 i Fogaras, var en ungersk författare och mecenat. 
Hon var dotter till författaren greve Samuel Bethlen och gift 1717 med greve László Haller (död 1719) och 1722 med greve Joseph Teleki (död 1732). Hon agerade också mecenat för protestantiska skolor och församlingar, grundade bibliotek och finansierade stipendier.   
Hon utgav: 
- Bujdosásnak emlékezetköve (Debrecen, 1733)
- Védelmező, erős paizs (Szeben, 1759)
- Gróf Bethleni Bethlen Kata életének maga által való rövid leírása (1762)